# NSV '46
NSV '46 (Noordense Sport Vereniging) is een op 6 mei 1946 opgerichte amateurvoetbalvereniging uit de Nederlandse plaats Noorden (provincie Zuid-Holland). De thuiswedstrijden worden op “Sportpark de Koet” gespeeld.
Het standaardelftal speelt in het seizoen 2014/15 voor het eerst in de zaterdagafdeling van het amateurvoetbal. Het begon in de Vierde klasse in West-II. In het seizoen 2019/20 komt het team uit in de Vierde klasse. Tot en met het seizoen 2013/14 speelde het in de zondagafdeling.

## Geschiedenis

### Oprichting
Op 6 mei 1946 werd de club opgericht. Maar voordat NSV werd opgericht werd er in Noorden al gevoetbald; vanaf 1926 onder de naam DVO (Door Vrienden Opgericht) en van 1932 tot 1940 onder de naam DSV (Door Sport Vereend). Het initiatief om een nieuwe club op te zetten kwam van pastoor Buren. Het eerste bestuur van NSV bestond uit Manus Bakker (voorzitter), Gerrit Vroonhof (secretaris), Jo Pieterse Fz. (penningmeester), Arie de Jong en Huib Pieterse.

### De naam
De club werd opgericht als NSV (Noordense Sport Vereniging) en was een katholieke club. In 1961 kreeg de club de Koninklijke Goedkeuring en veranderde de naam naar RKNSV. In 1980 werd er gekozen voor de naam NSV '46. De toevoeging '46 was noodzakelijk omdat in Nispen ook een club onder de naam NSV voetbalt.

### Locatie

Plattegrond van sportpark de Koet. De voetbalvelden (groen) en het gravelveld (rood) worden gebruikt door NSV voor training en wedstrijden.

Van 1946 tot augustus 1978 speelde NSV op het terrein "Onder in de laagte" tegenover café "de Klinker". Voor een korte periode beschikte de club over twee velden, maar al snel werd het tweede veld een trainingsveld voorzien van lichtmasten. De kleedkamers stonden langs de Ringsloot en café Kuijf, later café Sport, fungeerde als clubhuis. In 1969 kwam er zelfs een houten kantine bij het veld. Na heel veel getouwtrek verhuisde NSV in 1978 naar het huidige sportpark de Koet. Met de hulp van de leden van de club kwam er ook een clubhuis op het sportpark, dat in 1982 werd uitgebreid. In 1989 werd het derde veld in gebruik genomen. Dankzij een actie van de nu opgeheven supportersvereniging werd in 1990 de verlichting van het hoofdveld in gebruik genomen.

### Zondag standaardelftal
De beginjaren van NSV kende povere resultaten. Het duurde zelfs een jaar voordat NSV eindelijk de eerste overwinning boekt. Maar na een aantal jaren voetballen werd NSV in 1958 kampioen van de 2e klasse afdeling Gouda en promoveerde het naar de 1e klasse. Elf jaar later werd NSV kampioen en promoveerde het naar de Vierde klasse KNVB.
De club bereikte in 1982 de Derde klasse maar degradeerde in 1989. In 1991 promoveerde NSV opnieuw naar de 3e klasse maar moest in 1997 opnieuw genoegen nemen met een plaats in de 4e klasse KNVB. In het seizoen 2004/05 degradeerde de club nog een keer en moest het seizoen daarop beginnen in de Vijfde klasse. In het seizoen 2006/07 eindigde de club op de tweede plaats en dat was goed voor promotie. Na een seizoen degradeerde de club alweer naar de 5e klasse. Middels het klasse kampioenschap volgde direct ook weer promotie naar de 4e klasse en drie seizoenen later ook weer promotie naar de 3e klasse, ook de klasse waarin afscheid werd genomen van het zondagvoetbal.

## Competitieresultaten 2015–heden (zaterdag)
| 1 4C |

| 13 3A |

| 5 4C |

| 1 4C |

| 14 3A |

| 7* 4B |

| 4* 4B |

| 6 4B |

| 5 4B |

| 4 4A |

- = Dit seizoen werd stopgezet vanwege de uitbraak van het coronavirus. Er werd voor dit seizoen geen officiële eindstand vastgesteld.

| Tweede divisie | Derde divisie | Vierde divisie | Eerste klasse |
| Tweede klasse  | Derde klasse  | Vierde klasse  | Vijfde klasse |

## Competitieresultaten 1982–2014 (zondag)
| 1 4E |

| 2 3C |

| 3 3C |

| 2 3C |

| 5 3C |

| 6 3C |

| 11 3A |

| 7 4D |

| 4 4D |

| 1 4D |

| 8 3A |

| 5 3A |

| 8 3D |

| 3 3A |

| 5 3A |

| 10 3A |

| 3 4E |

| 5 4A |

| 5 4A |

| 7 4G |

| 9 4B |

| 8 4A |

| 3 4B |

| 11 4B |

| 5 5A |

| 2 5A |

| 11 4A |

| 1 5A |

| 5 4B |

| 8 4A |

| 2 4B |

| 9 3A |

| 11 3B |

| Derde klasse | Vierde klasse | Vijfde klasse |

In elke staaf van de grafiek staat van boven naar beneden vermeld: 
- Eindnotering

Dit is de positie die de club heeft bereikt in de competitie, zonder eventuele beslissings-, play-off- of nacompetitiewedstrijden die nodig zijn geweest om bijvoorbeeld de kampioen van de competitie te bepalen.
Indien een * achter het getal staat is de notering een tussenstand en kan het zijn dat de notering niet overeenkomt met de uiteindelijke eindstand van de competitie.
Staat er een - dan is het seizoen nog bezig en is er geen definitieve uitslag bekend.
Staat er xx op de positie van de notering, dan heeft de club vroegtijdig de competitie verlaten. Dit kan onder andere komen door terugtrekking van het team, faillissement van de club of door een uitgedeelde straf van de KNVB. In veel gevallen staat elders in het artikel de reden vermeld.
Staat er een ? dan is het resultaat uit het verleden onbekend, en is alleen de competitie of het niveau bekend van dat seizoen.
In de seizoenen 2019/20 en 2020/21 werd wegens de coronacrisis het amateurvoetbal afgebroken. Daardoor kennen deze staven geen eindklassering (middels -- weergegeven).
- Competitieniveau en afdelingsletter of Officiële eindstand Eredivisie
  - Competitieniveau en afdelingsletter

Hierbij geeft het getal het niveau weer, dat ook terug te vinden is in de legenda. De letter is de afdelingsaanduiding en wordt gebruikt wanneer er meer afdelingen zijn op hetzelfde niveau. De afdelingsletter is altijd een hoofdletter en wordt meestal zonder nummer gebruikt.
Voorbeeld: 2F is niveau 2e klasse competitie F.
Het competitieniveau en nummer wordt niet vermeld wanneer er slechts één competitie van dit niveau was.
  - Officiële eindstand Eredivisie (getal staat tussen haakjes vermeld)

Sinds de introductie van play-offwedstrijden voor Europees voetbal na afloop van de reguliere competitie in 2005/06, is de KNVB verplicht een eindstand van de Eredivisie door te geven aan de UEFA aan de hand van deze play-offwedstrijden.
Bij deze eindstand staan clubs die zich hebben gekwalificeerd voor Europees voetbal hoger dan clubs die zich niet wisten te kwalificeren. Indien er geen verschil was tussen de eindnotering en de officiële eindstand, staat dit getal niet vermeld.

- Onderafdeling

Hier staat afgekort de naam van de onderafdeling indien de club in dat jaar in een onderafdeling uitkwam. Tevens staat deze afkorting in de legenda en wordt gelinkt naar het artikel over deze onderafdeling. Deze afkorting wordt alleen vermeld wanneer de club in het verleden in verschillende onderafdelingen heeft gespeeld. Deze vermelding is in de staaf altijd in kleine letters. Deze onderafdelingen zijn na het seizoen 1995/96 afgeschaft. Heeft de club in slechts één onderafdeling gespeeld, dan is dit alleen terug te vinden in de legenda.
Onder de staaf staat het jaartal vermeld waarin het seizoen is afgesloten. 15 verwijst naar het seizoen 2014/15 of eventueel het seizoen 1914/15.
Wanneer een staaf leeg is, zijn deze gegevens niet bekend. Het kan ook zijn dat de club dat seizoen niet heeft meegespeeld op het hogere amateurniveau, vroegtijdig de competitie heeft verlaten of uit de competitie is gezet.

In het seizoen 1944/45 was er wegens de Tweede Wereldoorlog geen regulier competitievoetbal.